# پلزنت هیل (میزوری)
پلزنت هیل (به انگلیسی: Pleasant Hill) یک شهر در ایالات متحده آمریکا است که در شهرستان کاس، میزوری واقع شده‌است. پلزنت هیل ۲۱٫۱۹ کیلومتر مربع مساحت و ۸٬۱۱۳ نفر جمعیت دارد و ۲۷۶ متر بالاتر از سطح دریا واقع شده‌است.